# Le cose da salvare
Le cose da salvare è il settimo album   del cantautore Luca Barbarossa pubblicato nel 1994.
L'album contiene fra l'altro Cellai solo te, brano pubblicato come singolo, e le cover Shower the People e La canzone del sole.

## Tracce
1. El Conquistador - 4:56
2. Sciogli l'amore (Shower the People) (James Taylor) - 4:43
3. Cellai solo te - 4:22
4. L'angelo custode - 5:24
5. Le cose da salvare - 4:19
6. Appesi ad un filo - 6:01
7. La canzone del sole (Lucio Battisti, Mogol) - 5:09
8. Dolce tramonto - 4:09
9. Ho bisogno di te - 5:10
10. Sogno leggero - 4:20
11. Disperato Blues - 4:28
12. Cercautore - 3:59

## Formazione
- Luca Barbarossa - voce, cori, chitarra
- Francesco De Gregori - chitarra
- Francesco Puglisi - basso
- Claudio Storniolo - pianoforte, tastiera
- Vincenzo Mancuso - chitarra
- Alberto Bartoli - batteria
- Paolo Carta - chitarra
- Giorgio Fontana - basso
- Maurizio Dei Lazzaretti - batteria
- Marilù Monreale, Maria Grazia Fontana, Mario Amici - cori